# Wladimir Walentinowitsch Alexandrow
Wladimir Walentinowitsch Alexandrow (russisch Владимир Валентинович Александров; * 1. Januar 1938 in Pamjat Parischskoi Kommuny; verschwunden am 31. März 1985) war ein sowjetischer Physiker und Klimatologe, der möglicherweise entführt und ermordet wurde.

## Leben
Wladimir Alexandrow studierte am Moskauer Institut für Physik und Technologie, wo er im Jahr 1961 seinen Abschluss machte, um dann im Bereich der militärischen Anwendung der experimentellen Physik zu arbeiten.
Er forschte zunächst auf dem Gebiet der Plasmaphysik und beschäftigte sich besonders mit der Analyse von Plasma und ionisierten Gasen, die sich bilden, wenn ein Geschoss in die Atmosphäre eintritt. Im Jahr 1972 wurde er Nikita Moissejew unterstellt, dem stellvertretenden Direktor des Dorodnizyn-Rechenzentrums der Sowjetischen Akademie der Wissenschaften.
Moissejew beauftragte Alexandrow, den Klimaaspekt eines unter seiner Leitung entwickelten Erdmodells zu entwerfen, wofür ihm ein großer Mitarbeiterstab und leistungsfähige Rechner zur Verfügung gestellt wurden.
Im Jahr 1977 hatte Alexandrow anlässlich einer Konferenz über die Klimaforschung in Taschkent erstmals Kontakt mit amerikanischen Wissenschaftlern, unter ihnen der an der Oregon State University tätige Larry Gates. Im Jahre 1978 reiste Alexandrow das erste Mal in die Vereinigten Staaten, wo er wegen der hohen Komplexität von Atmosphäremodellen Kontakt zu Wissenschaftlern in Colorado suchte, um sein Modell auf einem Cray-Supercomputer laufen zu lassen, da dieser amerikanische Rechner weiter fortgeschritten war als die damaligen Supercomputer der Sowjetunion.
Insgesamt reiste Alexandrow achtmal in die Vereinigten Staaten und knüpfte dort viele Kontakte mit amerikanischen Wissenschaftlern.
Da die amerikanische Presse das Thema des nuklearen Winters im Jahr 1983 aufgriff, ermutigte die Führung der KPdSU Alexandrow, öffentlich über diese Anti-Atomwaffen-Stimmung zu sprechen, damit seine Redegewandtheit das Thema in der öffentlichen Aufmerksamkeit halten würde.
So sprach Alexandrow zwischen 1977 und 1984 unter anderem mit Senator Edward Kennedy und reiste mit einer internationalen Delegation in den Vatikan, um Papst Johannes Paul II. einen Bericht über den nuklearen Winter zu präsentieren; darüber hinaus trat er im amerikanischen Fernsehen gemeinsam mit Carl Sagan auf. Der amerikanische Luxus und die amerikanischen Technologien faszinierten Alexandrow den Angaben seiner Familie nach.
Gegen Ende seines sechsmonatigen Besuchs an der Oregon State University wurde es Alexandrows Frau Alja gestattet, ihn in den USA zu besuchen, was ein seltenes Privileg für einen im Ausland arbeitenden sowjetischen Wissenschaftler war.
Als Simulationen im Jahr 1984 darauf hindeuteten, dass ein nuklearer Winter nicht so extrem sein würde, wie die ersten Studien angedeutet hatten, trat Alexandrow dieser Einschätzung in der Öffentlichkeit entschieden entgegen und hielt an dem früheren apokalyptischen Szenario fest.
Im April 1984 nahm Alexandrow an einer Tagung von rund 100 Wissenschaftlern an der American Academy of Arts and Sciences in Cambridge teil. Er reiste im August mit vier weiteren russischen Wissenschaftlern nach Sizilien, wo sie in Erice an einer internationalen Konferenz über den Atomkrieg teilnahmen und Alexandrow eine Computersimulation von in die Atmosphäre gewirbeltem Rauch und Staub präsentierte.
Im Januar 1985 wurde Alexandrow zum letzten Mal vor seinem Verschwinden in die Vereinigten Staaten gesandt, wobei der offizielle Zweck seines Besuches darin bestand, sicherzustellen, dass die pessimistische Sicht sowjetischer Wissenschaftler, den nuklearen Winter betreffend, in einen Bericht für den internationalen Wissenschaftliche Ausschuss für Umweltprobleme aufgenommen wurde. Von Amerika reiste er im Februar nach Japan und besuchte Konferenzen in Tokio und Hiroshima.
Von Tokio flog er nach Moskau, wo seine Frau ihm mitteilte, dass sie wohl unter Leberzirrhose leide. Doch Alexandrow stand noch weiter unter Druck: Für den April war geplant, dass er seine wissenschaftlichen Erkenntnisse vor einem Fachgremium präsentieren sollte, um einen sowjetischen Doktortitel zu erlangen, weshalb Alexandrow offensichtlich besorgt war, da er, der das zurückliegende Jahr auf einer weltweiten Vortragsreise verbracht hatte, keine aktuellen Forschungsergebnisse präsentieren konnte.
Ende März 1985 reiste Alexandrow zu einer kurzen Konferenz nach Spanien, von der er nicht zurückkehren sollte.

## Verschwinden
Wladimir Alexandrow verschwand am 31. März 1985 in Córdoba, nachdem er in Madrid einen Vortrag über den nuklearen Winter gehalten hatte und wieder in die UdSSR reisen wollte.
Berichte seiner Wissenschaftskollegen über die letzten Tage vor Alexandrows Verschwinden beschrieben ihn als einen Mann, der sich in einer Notlage zu befinden schien, da er exzessiv Alkohol trank und beispielsweise versuchte, aus einem fahrenden Auto zu springen, da er sich verfolgt fühlte.
Durch das Außenministerium der Vereinigten Staaten wurde eine umfangreiche Serie von Interviews mit Augenzeugen der letzten Tage Alexandrows durchgeführt. Seine amerikanischen und europäischen Kollegen wurden hierfür befragt. Alexandrow traf am Flughafen Madrid-Barajas einen Tag zu spät ein und erklärte dies durch Visaprobleme.
Obwohl José Moreno, ein Mitarbeiter des Rathauses von Córdoba, zum Flughafen geschickt worden war, um Alexandrow abzuholen, traf er dort auf einen Beamten der sowjetischen Botschaft, der Alexandrow in Empfang nahm und sich mit ihm für etwa eine halbe Stunde in die sowjetische Botschaft zurückzog. Als er aus der Botschaft zurückkehrte, soll sich nach Angaben Morenos Alexandrows Verhalten von Grund auf geändert haben. Obwohl er sonst für seine Zurückhaltung bekannt war, betrank er sich massiv und schlief auf der fünfstündigen Fahrt nach Córdoba.
Am Nachmittag des nächsten Tages ging Alexandrow alleine in die Stadt, wobei Berichte darauf hindeuteten, dass er sich abermals schwer betrank. Mitarbeiter des Rathauses von Córdoba kontaktierten die sowjetische Botschaft in Madrid und meldeten das ungewöhnliche Verhalten Alexandrows, woraufhin sie gebeten wurden, Alexandrow zur Botschaft zu bringen.
Als die Konferenz vorüber war, bat Alexandrow seinen Fahrer Delgado, ihn zum Flughafen zu bringen. Dieser fuhr ihn, auf Anweisung der Mitarbeiter des Rathauses von Córdoba, jedoch zur sowjetischen Botschaft. Als das Taxi sich der Botschaft näherte, wurde Alexandrow gewalttätig und versuchte, die Beifahrertür während der Fahrt mit einem Schraubenschlüssel aufzubrechen, wobei er den Griff abriss. Als der Wagen dann vor der Botschaft anhielt, lief Alexandrow über die Straße davon, wurde aber von einem Botschaftsmitarbeiter wieder eingefangen.
Von da an verliert sich seine Spur.